# Action Max
Action Max är en spelkonsol som lanserades 1987 av det amerikanska leksaksföretaget Worlds of Wonder.
Konsolen förlitar sig på att spelaren spelar upp medföljande VHS-kassetter i en separat videobandspelare och använder en ljuspistol för att spela spelen.